# Nanli He
Nanli He är ett vattendrag i Kina. Det ligger i den södra delen av landet, 2 100 km söder om huvudstaden Peking.